# 双锚艾蛛
双锚艾蛛（学名：Cyclosas bianchoria）为园蛛科艾蛛属的动物。在中国大陆，分布于湖南、广西、福建、贵州等地。该物种的模式产地在湖南、广西、福建、贵州。